# 197-й гвардейский военно-транспортный авиационный полк
197-й гвардейский военно-транспортный авиационный Сталинский Краснознамённый полк (197 гв.втап) — гвардейское формирование (воинская часть, авиационный полк) Военно-воздушных сил (ВВС) РККА и СА Вооружённых Сил СССР, принимавшее участие в боевых действиях Великой Отечественной войны.

## История наименований полка
За весь период своего существования полк несколько раз менял своё наименование:
- 14-й тяжёлый бомбардировочный авиационный полк (01.05.1940 г.)[1];
- 14-й авиационный полк дальнего действия (06.03.1942 г.)[1];
- 11-й гвардейский авиационный полк дальнего действия (26.03.1943 г.)[1], в источниках встречается наименование 11-й авиационный полк ночных охотников-блокировщиков дальнего действия;
- 11-й гвардейский авиационный Сталинский Краснознамённый полк дальнего действия (26.12.1944 г.)[1];
- 11-й гвардейский бомбардировочный авиационный Сталинский Краснознамённый полк (26.12.1944 г.)[1];
- 197-й гвардейский бомбардировочный авиационный Сталинский Краснознамённый полк (21.12.1945 г.)[1];
- 197-й гвардейский транспортный авиационный Сталинский Краснознамённый полк (27.04.1946 г.)[1];
- 197-й гвардейский военно-транспортный авиационный Сталинский Краснознамённый полк (12.10.1955 г.)[1];
- Войсковая часть (Полевая почта) 82327[2].

## История
Сформирован в мае 1940 года как 14-й тяжёлый бомбардировочный авиационный полк (14 тбап) на самолётах ТБ-7 с АМ-35 (Пе-8) с дислокацией — город и аэродром Борисполь УССР.
С началом агрессии Германии и её союзников против СССР полк принял активное участие в боевых действиях против агрессора. В начале августа 1941 года с полковых ТБ-3 несколько раз выбрасывались тактические воздушные десанты для действий во вражеском тылу, во взаимодействии с партизанскими отрядами, но чаще всего, по тактическим соображениям, эти самолёты применялись как ночные бомбардировщики, содействуя оборонявшим Киев войскам. Пять экипажей 14 тбап на ТБ-3 в ноябре — декабре 1941 года и в начале января 1942 года доставляли продовольствие в осаждённый Ленинград.
6 марта 1942 года переименован в 14-й бомбардировочный авиационный полк дальнего действия.
За мужество и героизм личного состава, проявленные при выполнении боевых задач в ходе Сталинградской битвы, авиаполк удостоен почётного звания — «Гвардейский», приказом Наркома обороны Союза ССР, от 25 марта. 26 марта 1943 года получил новый номер сил и переименован в 11-й гвардейский авиационный полк дальнего действия. В период с июня 1943 года по апрель 1944 года в интересах партизан Крымской АССР на посадочные площадки, подготовленные в горнолесной местности Крымского полуострова совершали полёты экипажи 11 гв. апдд А. Л. Москалина и Б. Г. Китаева на Ли-2, а также и экипажи других формирований авиации РККА. В другом источнике сказано, что с января 1942 года 5 экипажей ТБ-3 действовали в составе транспортной авиагруппы особого назначения майора Поликарпова, которая до мая 1942 года совершала ночные вылеты для снабжения крымских партизан.
Приказом ВГК № 117, от 25 июня 1944 года, за прорыв обороны немцев, прикрывающую Могилевское направление объявлена благодарность.
Указом Президиума Верховного Совета СССР от 10 августа 1944 года за образцовое выполнение боевых заданий командования на фронте борьбы с немецкими захватчиками и проявленные при этом доблесть и мужество награждён Орденом Красного Знамени..
За мужество и героизм личного состава авиаполк 26 декабря 1944 года приказом НКО СССР № 0137, от 27 мая 1944 года, удостоен почётного наименования — «Сталинский», и поименован как 11-й гвардейский краснознамённый Сталинский бомбардировочный авиационный полк.
В связи с демобилизацией Союза ССР, 21 декабря 1945 года переименован в 197-й гвардейский краснознамённый Сталинский бомбардировочный авиационный полк.

### В действующей армии
В составе действующей армии полк находился:
- как 14-й тяжёлый бомбардировочный авиационный полк с 22 июня 1941 года по 14 января 1942 года и с 6 марта 1942 года по 26 марта 1943 года[12];
- как 11-й гвардейский авиационный полк дальнего действия с 26 марта 1943 года по 26 декабря 1944 года[1];
- как 11-й гвардейский бомбардировочный авиационный полк с 26 декабря 1944 года по 9 мая 1945 года[1].

27 апреля 1946 года переименован в 197-й гвардейский Краснознамённый Сталинский транспортный авиационный полк.
В период совершенствования ВС СССР 12 октября 1955 года переименован в 197-й гвардейский Краснознамённый Сталинский военно-транспортный авиационный полк.
197 гв. втап был расформирован, по причине старения авиатехники, омоложения лётного состава и развития применения вертолётов в ГСВГ, директивой Министра обороны СССР в декабре 1971 года. Авиатехника была передана в армейские полки и в авиапромышленность и в 1972 году полк прекратил существование.

## В составе (период)
Авиаполк входил в состав следующих формирований:
- 18-я авиационная дивизия или 18-я отдельная дальнебомбардировочная авиационная дивизия (18 одбад), КОВО (август 1940 — июль 1941));
- 22-я авиационная дивизия (май 1940 — август 1941);
- 62-я авиационная дивизия дальнего действия (26 март 1942 — 18 сентябрь 1943);
- Авиация дальнего действия (26 марта 1943 года по 26 декабря 1944)
- 6-й авиационный корпус дальнего действия (20 мая 1943 года по 26 декабря 1944)
- 9-я гвардейская авиационной дивизии дальнего действия (18 сентябрь 1943 — 26 декабрь 1944);
- 22-я гвардейская бомбардировочная авиационная Донбасская дивизия (26 декабрь 1944 — апрель 1946);
- 281-я транспортная авиационная Новгородская Краснознамённая дивизия (с апреля 1946 — сентябрь 1947);
- 16-я воздушная армия (апрель 1946 — январь 1949);
- 24-я воздушная армия (январь 1949 — апрель 1968), ГСОВГ → ГСВГ;
- 16-я воздушная армия (апрель 1968 — декабрь 1971), ГСВГ.

## Командование (период)
Командование ап:

### Командир
- Глаголев, (с июня 1941 — февраль 1943)
- Блинов Борис Владимирович, майор, гвардии подполковник (30 октября 1941 — 17 апреля 1944)
- Пятибоков Леонтий Михайлович, гвардии майор (сентябрь 1944—)
- Мосолов Александр Ильич, Герой Советского Союза, гвардии подполковник (в июль 1944 — 26 декабрь 1944 (март 1945))
- Константинов Борис Михайлович, гвардии подполковник (1950—1952)
- Соленов Евгений Николаевич, гвардии полковник (октябрь 1956)
- Ситкин Владимир Тимофеевич, гвардии полковник (1963)
- Григорьев Константин Михайлович, гвардии полковник (1968—1971)

### Заместитель КП
- Пресняков, гвардии подполковник (октябрь 1956)

### Старший штурман
- Половой Виктор Павлович, гвардии подполковник (1968—1971)

## Базирование
Ниже представлена дислокация воинской части (гарнизоны (военные городки) и аэродромы) и период времени:
- Борисполь, Гоголев, УССР (1940—1941);
- Тарту, ЭССР (с апреля 1946 — сентябрь 1947);
- Ютербог (Альтес-Лагер), Советская оккупационная зона Германии (1946—1947)[2];
- Штраусберг, Советская оккупационная зона Германии (1947—1949)[2];
- Альтенбург, ГДР (1949—1952)[2];
- Брандис, ГДР (1952—1953)[2];
- Шёнефельд, ГДР (1953—1954)[2];
- Тролленхаген, ГДР (1954—1956)[2];
- Ораниенбург ГДР (1956—1972)[2].

## Основное вооружение
При формировании полка, в мае 1940 года, на вооружение 1-й и 3-й эскадрильи (аэ) поступили бомбардировщики ТБ-3, а 2 аэ — бомбардировщики ТБ-7 (Пе-8), 6 единиц. Весной 1940 года были сформированы первые три постоянных экипажа ВВС на ТБ-7 (командиры кораблей — Лисачев, Горбунов и Макаренко), в мае они приступили к изучению материальной части. Личный состав 2 аэ после изучения матчасти, осенью 1940 года, приступил к практическому освоению воздушных кораблей ТБ-7, и уже с осени 1940 года участвовали в перегонке первых серийных ТБ-7 из Чкаловского и Казани в Борисполь. В декабре полёты были прекращены, а в конце весны 1941 года возобновлены. Весной 1941 года (марта — апрель) полк насчитывал 38 единиц ТБ-3 и 9 единиц ТБ-7. К июню 1941 года по данным Народного комиссариата авиационной промышленности (НКАП) в полк было передано 27 единиц ТБ-7, а по данным НКО СССР — лишь 9 боевых машин, из них 4 неисправных. В первые дни агрессии против Союза аэродромы были повергнуты воздушным ударам, в результате которых минимум два ТБ-7 в Борисполе были уничтожены, а часть других повреждена. Вскоре оставшиеся в лётном состоянии самолёты (2 аэ) были отведены в тыл.
Аэродром Гоголев, где базировались 1 и 3 аэ 14 тбап, вооружённые ТБ-3, 25 июня 1941 года, подвергся бомбардировке, в результате чего один ТБ-3 сгорел, ещё два получили повреждения. В сентябре 1942 года выработавшие свой ресурс ТБ-3 были заменены на Ли-2 (Ли-2ВВ), которые использовались в качестве бомбардировщиков.
| Период           | Самолёты    | Фото | Период    | Самолёты | Фото  |
| ---------------- | ----------- | ---- | --------- | -------- | ----- |
| 1940—1942        | ТБ-7 (Пе-8) |      | 1942—1943 | ТБ-3     | [ 2 ] |
| 1943—1963 (1972) | Ли-2        | Ли-2 | 1963—1972 | Ан-8     | [ 2 ] |

## Отличившиеся воины полка
- Горбачёв, Михаил Никифорович, гвардии старший лейтенант, командир отряда 11-го гвардейского авиационного полка авиации дальнего действия.
- Кочетов, Василий Иванович, гвардии старший лейтенант, штурман отряда 11-го гвардейского авиационного полка авиации дальнего действия.
- Матвеев, Павел Яковлевич, гвардии капитан, командир отряда 11-го гвардейского авиационного полка авиации дальнего действия.
- Попов, Андрей Кириллович, гвардии старший лейтенант, командир корабля 11-го гвардейского авиационного полка дальнего действия.